# Affeksjonsverdi
Affeksjonsverdi (Engels: Sentimental Value) is een internationale dramafilm uit 2025, geregisseerd en mede geschreven door Joachim Trier. De hoofdrollen worden vertolkt door Renate Reinsve, Inga Ibsdotter Lilleaas, Stellan Skarsgård, Elle Fanning en Cory Michael Smith.

## Verhaal
Twee zussen krijgen na de dood van hun moeder te maken met hun vervreemde vader.

## Rolverdeling
| Acteur                  | Personage            |
| ----------------------- | -------------------- |
| Renate Reinsve          | Nora Borg            |
| Inga Ibsdotter Lilleaas | Agnes Borg Pettersen |
| Stellan Skarsgård       | Gustav Borg          |
| Elle Fanning            | Rachel Kemp          |
| Cory Michael Smith      |                      |
| Catherine Cohen         | Nicky                |
| Anders Danielsen Lie    |                      |

## Productie
Affeksjonsverdi is de tweede samenwerking van Joachim Trier en Renate Reinsve na de film Verdens verste menneske uit 2021. Het scenario werd geschreven door Trier en Eskil Vogt.
De film wordt geproduceerd door Maria Ekerhovd voor Mer Film en Andrea Berentsen Ottmar voor Eye Eye Pictures in Noorwegen in coproductie met Nathanael Karmitz voor MK Productions en Juliette Schrameck voor Lumen Production (Frankrijk), Janine Jackowski en Jonas Dornbach voor Komplizen Film (Duitsland), Sisse Graum Jørgensen voor Zentropa Denemarken en Lizette Jonjic voor Zentropa Zweden, evenals Film i Väst (Zweden). De film werd ook gesteund door BBC Film (Verenigd Koninkrijk), met Eva Yates als uitvoerend producent. De film werd gefinancierd met de steun van het Noors Filminstituut, het Zweeds Filminstituut, Film i Väst, het Franse Nationale Centrum voor Cinemafilm (CNC), Arte Grand Accord, het Deens Filminstituut, Medienboard Berlin Brandenburg, FFA, Eurimages, Oslo Filmfond en Storyline. Mk2 Films verzorgt de internationale verkoop, Nordisk Film verzorgt de release van de film in de Scandinavische landen en Neon verzorgt de distributie in Noord-Amerika.

### Filmopnames
De filmopnames gingen in augustus 2024 van start in Oslo.

## Release
Affeksjonsverdi ging op 21 mei 2025 in première op het Filmfestival van Cannes in de competitie voor de Gouden Palm. De film won de "Grand Prix".

## Prijzen en nominaties
De belangrijkste:
| Jaar | Prijs                   | Categorie   | Genomineerde(n) | Uitslag     |
| ---- | ----------------------- | ----------- | --------------- | ----------- |
| 2025 | Filmfestival van Cannes | Gouden Palm | Joachim Trier   | Genomineerd |
| 2025 | Filmfestival van Cannes | Grand Prix  | Joachim Trier   | Gewonnen    |